# 森山暁生
森山 暁生（もりやま あきお、2005年1月11日 - ）は、徳島県那賀郡羽ノ浦町（現：阿南市）出身のプロ野球選手（投手・育成選手）。左投左打。中日ドラゴンズ所属。

## 経歴

### プロ入り前
阿南市立羽ノ浦小学校2年時に羽ノ浦パピヨンで野球を始める。阿南市立羽ノ浦中学校では一時野球を離れて卓球部に在籍するが、2年時夏よりヤングリーグの徳島ホークスに入団した。
徳島県立阿南光高等学校では1年時夏よりベンチ入りし、2年時夏には徳島県大会を1人で投げ抜き、チームを甲子園出場へ導いた。3年時春には、徳島県大会タイ記録となる1試合20奪三振を記録した。
2022年のプロ野球ドラフト会議では、中日ドラゴンズから3位指名を受け、11月8日に契約金4500万円、年俸600万円で仮契約を結んだ。背番号は40。

### 中日時代
2023年は二軍の先発ローテーションに入っていたが、4試合目となる4月30日の広島東洋カープ戦で左肩を痛め離脱、リハビリ中に右足首を痛めたことから離脱後の実戦登板はなかった。11月6日に育成再契約を前提とした戦力外通告を受けた。後に育成契約を結び、背番号は213に変更された。
2024年4月29日のくふうハヤテベンチャーズ静岡戦で約1年ぶりの実戦登板を果たした。この年は5試合に登板して、防御率8.00に終わった。

## 選手としての特徴・人物
最速146km/hのストレートや、大野雄大を参考にしたツーシームのほか、カーブ、ナックルカーブ、スライダー、カットボール、チェンジアップを投げる。
プロ入り後の夢に、同郷出身であるオリックス・バファローズの杉本裕太郎と日本シリーズで対戦することを挙げた。

## 詳細情報

### 背番号
- 40（2023年[6]）
- 213（2024年[8] - ）